# Fogra
Das Fogra Forschungsinstitut für Medientechnologien e. V. ist ein gemeinnütziger, eingetragener Verein (e. V.) mit Sitz in Aschheim bei München. 
Es verfolgt den Zweck, die Druck- und Medientechnik in den Bereichen Forschung, Entwicklung und Anwendung zu fördern und die Ergebnisse für die Druckindustrie nutzbar zu machen. Die Fogra zählt ca. 900 Mitglieder (Stand 2019). Davon gehören rund zwei Drittel dem Druckgewerbe mit Geschäftsfeldern von der Vorstufe bis zur Druckweiterverarbeitung an, das verbleibende Drittel zählen zur Zulieferindustrie. Über 35 % der Mitglieder sind außerhalb Deutschlands ansässig.
Der Verein unterhält ein eigenes Institut mit knapp 50 Mitarbeitern, darunter Ingenieure, Chemiker und Physiker, die mit einem Etat von rund 5 Mio. € pro Jahr Forschungsthemen bearbeiten, die zuvor von den Technischen Beiräten der Fogra befürwortet wurden.
Mit dem Ziel der Standardisierung engagiert sich der Verein in Normungsgremien und anderen Organisationen. Er ist unter anderem Ehrenmitglied des International Color Consortiums (ICC) und in der ISO TC 130 Graphic Technology aktiv tätig.

## Organisation

### Technische Beiräte
- Medienvorstufe
- Konventionelle Druckverfahren
- Digitaldruck
- Druckweiterverarbeitung
- Funktionale Produkte & Identitätskarten
- Druckfarbe, Papier & Umwelt

### Forschungsabteilungen
- Vorstufentechnik
- Drucktechnik (Flachdruck, Zeitungsdruck, Flexodruck, Siebdruck, Digitaldruck)
- Sicherheitsanwendungen (ID-Karte & Druckweiterverarbeitung)
- Material & Umwelt

Die Fogra kooperiert mit dem „Bundesverband Druck und Medien e. V.“ (bvdm) sowie dem „viscom“ (Schweizerischer Verband für visuelle Kommunikation) und ist Mitglied der „Arbeitsgemeinschaft industrieller Forschungsvereinigungen“ (AiF) sowie der „IARIGAI“ (International Association of Research Institutes for the Printing, Information and Communication Industries).

## Geschichte
- 9. Mai 1951: Gründung in Wiesbaden unter dem Namen „Deutsche Gesellschaft zur Förderung der Forschung im graphischen Gewerbe“ unter dem Vorsitz von Wilhelm Lampl.
- 1. September 1951:  Namensänderung in „Deutsche Gesellschaft für Forschung im graphischen Gewerbe“ (daher Abkürzung Fogra) und Verlegung des Sitzes nach München.
- 1954: Erste Teilnahme an der drupa.
- 1970: Namensänderung in „Deutsche Gesellschaft für Druck und Reproduktionstechnik“.
- 1977: Erstes gemeinsames Projekt mit der Ugra.
- 1993: Namensänderung in „Fogra Forschungsgesellschaft Druck“.
- 1997: Fogra-Symposium „Computer Publishing“ im Rahmen der MacWorld & Publishing Expo, Entwicklung des Ugra/Fogra-Medienkeils.
- 2001: Das unter Mitarbeit der Fogra entstandene bvdm-Handbuch „ProzessStandard Offsetdruck“ erscheint.
- 2008: Fogra-Colour-Management-Symposium „Wissenschaft trifft Farbe“, 326 Teilnehmer aus 27 Ländern.
- 2009: Erstes Digitaldruck-Symposium der Fogra „Digitaldruck trifft Offset“.
- 2010: „ISO news“ als neue Fogra-Publikation. Neues Rasterelektronenmikroskop mit 3D-Bilddarstellung.
- 2011: Technische Beiräte der technischen Entwicklung angepasst; neu: TB Digitaldruck, TB Funktionale Produkte und Identitätskarten. Erstes Symposium zur Produktion von ID-Karten "Smart-Card-Produktion".
- 2012: Neue Dienstleistungen "Betriebs-Checkup" und "Energie-Checkup". Veröffentlichung des "ProzessStandard Digitaldruck". Institutsleiter und Geschäftsführer der Fogra, Dr. Eduard Neufeld, wird Vizepräsident der AiF.
- 2013: "Online Print Symposium" organisiert von den drei Veranstaltern Fogra, Bundesverband Druck und Medien, zipcon consulting.
- 2014: Beratungen zur Energieeffizienz von konventionellen und digitalen Drucksystemen, dazugehöriger Praxis-Leitfaden zum kostenlosen Download.
- 2017: Namensänderung in "Fogra Forschungsinstitut für Medientechnologien".
- 2018: Offizielle Einweihung des neuen Institutsgebäudes in Aschheim bei München.

Quelle: